# O2 (álbum)
| Críticas profissionais | Críticas profissionais |
| Avaliações da crítica  | Avaliações da crítica  |
| Fonte                  | Avaliação              |
| ---------------------- | ---------------------- |
| Blender Magazine       | [ 1 ]                  |
| mymusic.com            | [ 2 ]                  |

O2 é o segundo álbum e último da boy band americana O-Town. No ano seguinte, o grupo iria se separar. Este álbum tem mais participações do grupo na composição. O álbum se tornou um fracasso comercial. Ele alcançou a posição #28 na Billboard 200, o single "These Are the Days" alcançou a posição #64 e não conseguiu igualar o sucesso de "Liquid Dreams" ou "All or Nothing". O single "I Showed Her" falhou nas paradas musicais. Apesar da turnê e promoções para o álbum, que alcançou a certificação Ouro, as vendas mundiais foram um 0,5 milhões de distância dos 3 milhões do álbum auto-intitulado.

## Sobre as canções
- "I Only Dance with You" é uma versão de "Careless Whisper", música de 1983 de George Michael.
- "You Can't Lose Me" (música da compositora americana Diane Warren) foi regravada depois por Billy Ray Cyrus no álbum Home at Last de 2007.

## Faixas
| Edição standard |                                   | |         |  |
| N.º             | Título                            | Compositor(es) | Duração |  |
| 1.              | "From the Damage" (Radio Edit)    | Ashley Parker Angel; Clif Magness; Steve Kipner                                                                             | 3:50    |  |
| 2.              | "These Are the Days" (Radio Edit) | David Frank; Steve Kipner; Wayne Hector                                                                                     | 4:24    |  |
| 3.              | "I Only Dance with You"           | Alex Cantrall; Andrew Ridgeley; Bradley Spalter; David Lindsey; George Michael; Philip White                                | 3:26    |  |
| 4.              | "Favorite Girl"                   | C. Haynes | 4:05    |  |
| 5.              | "I Showed Her" (Radio Edit)       | Shep Crawford | 4:12    |  |
| 6.              | "Been Around the World"           | Adam Kagan; Bradley Spalter; Leah Hayworth                                                                                  | 2:51    |  |
| 7.              | "Make Her Say"                    | Ali "Dee" Theodore; B McDonald; C. Derry; E. Fletcher; Erik-Michael Estrada; Master P; R. Jones; Rich Cronin; Vinni Alfieri | 3:20    |  |
| 8.              | "The Joint"                       | Scharyj, Alex Cantrall; Bradley Spalter; Erik-Michael Estrada; George Scharyj                                               | 3:15    |  |
| 9.              | "Suddenly"                        | Ashley Parker Angel; Billy Chapin; Rich Cronin                                                                              | 3:48    |  |
| 10.             | "Craving"                         | Ashley Parker Angel; Clif Magness; Pamela Sheyne                                                                            | 3:25    |  |
| 11.             | "Over Easy"                       | Jamie Houston | 3:33    |  |
| 12.             | "Girl Like That"                  | Ali "Dee" Theodore; Ashley Parker Angel; Dan Miller; Michael Sandlofer; Rich Cronin; Trevor Penick; Vinni Alfieri           | 3:04    |  |
| 13.             | "You Can't Lose Me"               | Diane Warren | 3:42    |  |
| Duração total:  | Duração total:                    | Duração total: | 44:55   |  |

| Faixa bônus japonesa |                   |                                  |         |  |
| N.º                  | Título            | Compositor(es)                   | Duração |  |
| 14.                  | "We Fit Together" | Joe Belmaati, Mich Hansen, Remee | 3:57    |  |

## Singles
Faixas de These Are the Days
CD Promo (EUA)
1. "These Are The Days (Radio Edit)" — 4:07
2. "These Are The Days (Call Out Hook)" — 0:10

Single (Europa)
1. "These Are the Days" — 4:24
2. "American Game" (Live) (Billy Chapman, Dan Miller, Jacob Underwood) — 3:59

Maxi Single (Europa)
1. "These Are the Days" — 4:24
2. "American Game" (Live) — 3:59
3. "Girl Like That" — 3:04
4. "These Are the Days" (Video)

7" Vinil
1. "These Are The Days" (Lado A)	— 4:23
2. "I Showed Her" (Lado B) — 4:12